# Cecylia Śniegocka

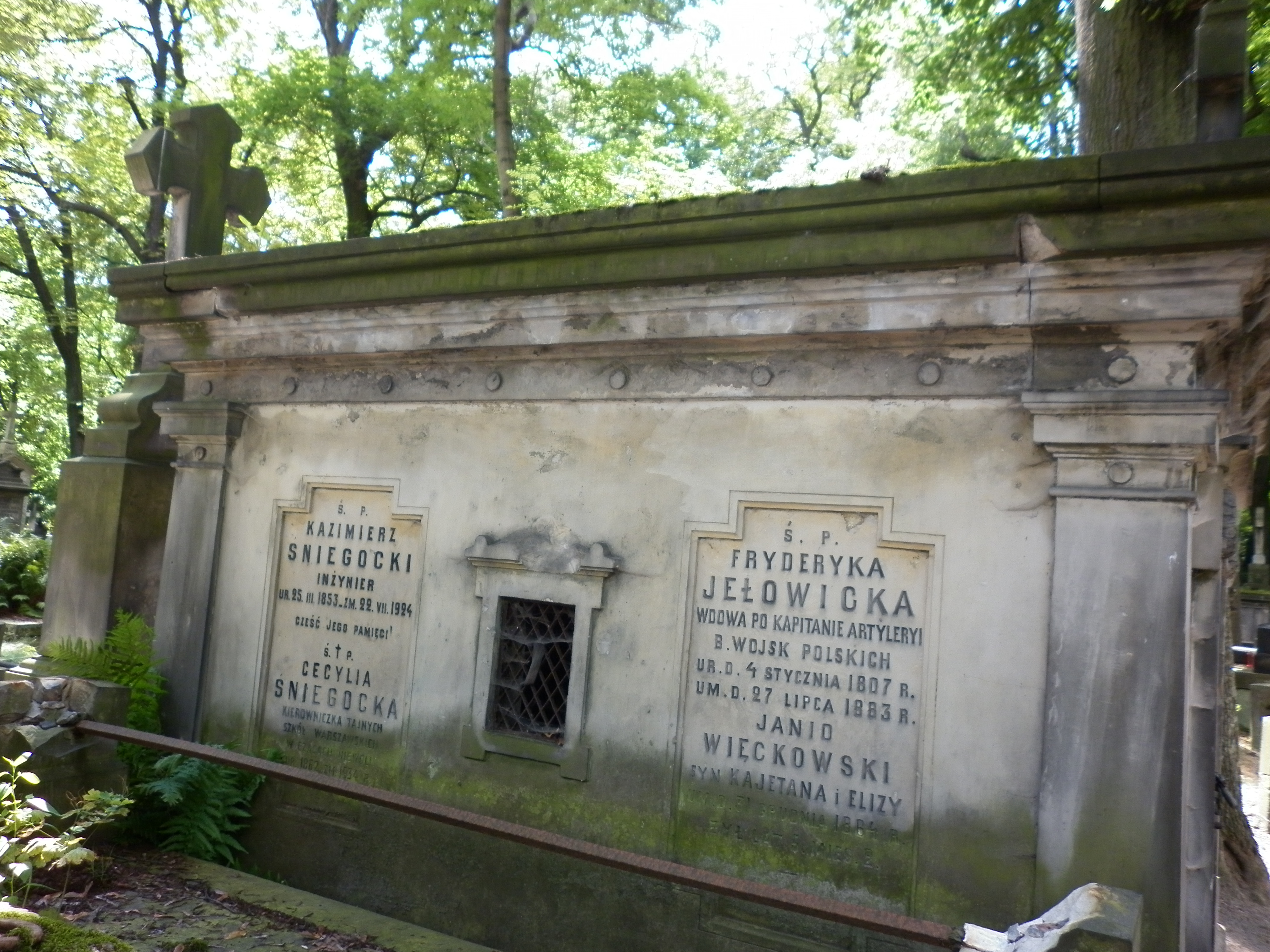
Grób Cecylii Śniegockiej na cmentarzu Powązkowskim

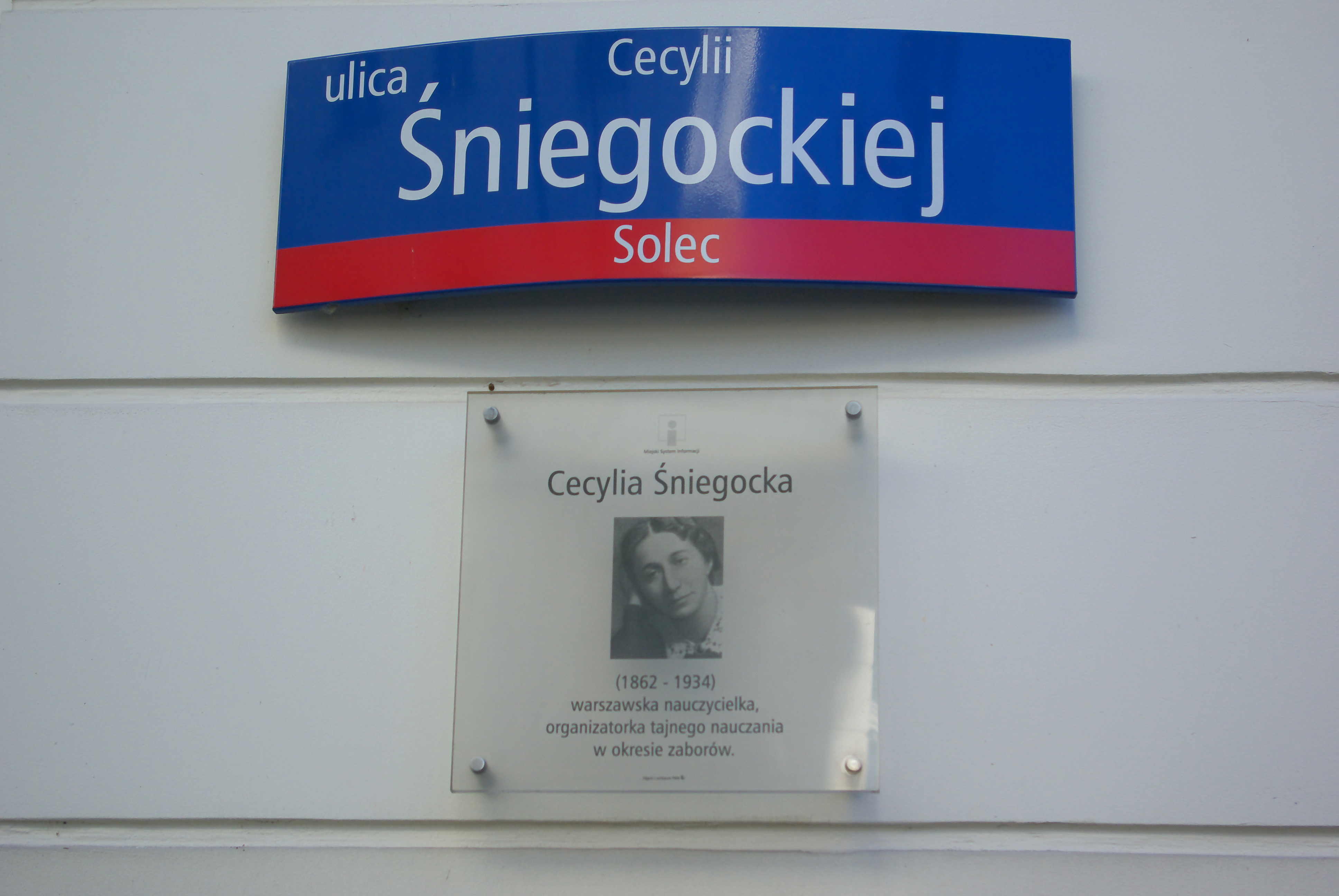
Upamiętnienie Cecylii Śniegockiej na kamienicy przy ulicy jej imienia

Cecylia Śniegocka z domu Więckowska (ur. 29 października 1862 w Warszawie, zm. 12 listopada 1934 tamże) – polska nauczycielka, organizatorka tajnej oświaty, działaczka feministyczna.

## Życiorys
Urodziła się 29 października 1862 w Warszawie jako córka Kajętana Więckowskiego (1818−1885) oraz Elżbiety z domu Jełowickiej (1831−1903). Odebrała wykształcenie domowe, a następnie pobierała nauki na tajnej pensji Florentyny Domaszewskiej-Włoszkowej w Warszawie. W 1882 wyszła za mąż za inżyniera Kazimierza Śniegockiego. Od 1883 działała w tajnym Kobiecym Kole Oświaty Ludowej będącym pod wpływami Polskiej Partii Socjalistycznej. Następnie włączyła się od 1886 roku do pracy w tajnym Kole Kobiet Korony i Litwy działającym pod patronatem Ligi Polskiej. Działała także w Warszawskim Towarzystwie Dobroczynności, dożywiając ubogie dzieci. Od 1891 wykładała w Warszawie na jawnych dziewięciodniowych kursach zawodowych Tow. Pszczelniczo-Ogrodowego, kierowanych przez Maksymiliana Malinowskiego.
Zorganizowała wraz z Heleną Ceysingerówną, Teresą Ciszkiewiczową i Jadwigą Krausharową w Warszawie Towarzystwo Tajnego Nauczania, którego była kierowniczką. Instytucja ta w latach 1894−1906 wbrew polityce rosyjskiego zaborcy, organizowała tajne szkoły dla młodzieży robotniczej i rzemieślniczej, w których nauczano języka polskiego i historii. W jej ramach powołano także do życia Sekcję Prowincjonalną dzięki której powołano kolejne kółka tajnego nauczania m.in. w Łodzi, Piotrkowie, Wilnie, Kielcach, Radomiu i Lublinie. O zasięgu akcji przedsięwziętej przez Śniegocką świadczyć może fakt, że władze rosyjskie oceniały, że w 1901 tajne nauczanie objęło ok. 33% mieszkańców całego Królestwa. Szkoły zakładane przez Towarzystwo zostały przejęte przez Polską Macierz Szkolną w 1906. Była także jedną z pierwszych działaczek feministycznych, m.in. współorganizatorką pierwszego trójzaborowego Zjazdu Kobiet Polskich w Zakopanem (15−18 VII 1899) oraz uczestniczką drugiego trójzaborowego Zjazdu Kobiet Polskich w Warszawie (9–12 VI 1907) gdzie wygłosiła referat: Jak się uczą dzieci pozbawione szkoły.
Działała także w organizacjach szkolnych związanych z tajną Ligą Narodową, m.in. w Kole Nauczycieli Ludowych, kierowanym przez Aleksandra Zawadzkiego oraz od 1899 w Kole Głównym Towarzystwa Oświaty Narodowej. Członkini Ligi Narodowej w latach 1905–1911. Była wówczas także członkiem Zarządu Związku Unarodowienia Szkół. Działała również w Polskiej Macierzy Szkolnej. Ligę Narodową opuściła wraz z "Frondą" nie zgadzając się z przyjętą przez nią orientacją na Rosję oraz zaprzestanie bojkotu szkoły rosyjskiej, Podczas I wojny światowej mieszkała we Lwowie.
W wolnej Polsce udzielała się w Polskim Towarzystwie Krajoznawczym. Została odznaczona Krzyżem Kawalerskim Orderu Odrodzenia Polski (2 maja 1923) oraz Krzyżem Niepodległości.
Zmarła 12 listopada 1934 w Warszawie. Została pochowana w rodzinnym grobowcu na Powązkach (kwatera 38, rząd 2, grób 3/4). Jej imieniem nazwano ulicę w warszawskim Śródmieściu.